# Pentathlon moderno ai XVIII Giochi panamericani
Il pentathlon moderno ai XVIII Giochi panamericani si è svolto dal 27 al 30 luglio.

## Risultati
| Evento              | Oro                                           | Argento                                     | Bronzo                                      |
| Singolare maschile  | Charles Fernandez                             | Esteban Bustos                              | Sergio Villamayor                           |
| Staffetta maschile  | Messico Duilio Carrillo José Melchor Silva    | Stati Uniti Brendan Anderson Amro el-Geziry | Argentina Sergio Villamayor Emmanuel Zapata |
| Singolare femminile | Mariana Arceo                                 | Samantha Achterberg                         | Leydi Moya                                  |
| Staffetta femminile | Stati Uniti Samantha Achterberg Jessica Davis | Cuba Elani Camara Rodriguez Leydi Moya      | Brasile Isabela Abreu Priscila Oliveira     |
| Staffetta mista     | Stati Uniti Amro el-Geziry Isabella Isaksen   | Cuba José Ricardo Figueroa Leydi Moya       | Guatemala María Diéguez Charles Fernandez   |